# فنستونتون (كامبريدجشير)
فنستونتون (بالإنجليزية: Fenstanton)‏ هي قرية و أبرشية مدنية تقع في المملكة المتحدة في كامبريدجشير. يقدر عدد سكانها بـ 2,868 نسمة .